# Ладевез-Виль
Ладеве́з-Виль (фр. Ladevèze-Ville) — коммуна во Франции, находится в регионе Юг — Пиренеи. Департамент — Жер. Входит в состав кантона Марсьяк. Округ коммуны — Миранд.
Код INSEE коммуны — 32175.

## География
Коммуна расположена приблизительно в 620 км к югу от Парижа, в 115 км западнее Тулузы, в 45 км к западу от Оша.
На юго-западе коммуны проходит канал Аларик.

## Климат
Климат умеренно-океанический. Лето жаркое и немного дождливое, температура часто превышает 35 °С. Зимой часто бывает отрицательная температура и ночные заморозки. Годовое количество осадков — 700—900 мм.

## Население
Население коммуны на 2010 год составляло 268 человек.
| 1962 | 1968 | 1975 | 1982 | 1990 | 1999 | 2010 |
| ---- | ---- | ---- | ---- | ---- | ---- | ---- |
| 205  | 241  | 281  | 254  | 250  | 249  | 268  |

## Администрация
| Период | Период | Фамилия     | Партия | Примечания |
| ------ | ------ | ----------- | ------ | ---------- |
| 2001   | 2020   | Анри Кормье |        |            |

## Экономика
В 2010 году среди 192 человек трудоспособного возраста (15-64 лет) 90 были экономически активными, 102 — неактивными (показатель активности — 46,9 %, в 1999 году было 44,2 %). Из 90 активных жителей работали 85 человек (42 мужчины и 43 женщины), безработных было 5 (0 мужчин и 5 женщин). Среди 102 неактивных 8 человек были учениками или студентами, 13 — пенсионерами, 81 были неактивными по другим причинам.